# 鄭民奕
鄭 民奕（ジョン・ミンヒョク、チョン・ミニョク、朝: 정민혁、1995年3月13日 - ）は、大韓民国出身の元プロサッカー選手。ポジションはフォワードだった。

## 経歴
大韓民国出身のサッカー選手で、ドリブル突破を武器とするウインガー。高校時代には漢陽高校を全国高等リーグソウル東部圏1位に導くなど活躍し、2013年には中国の4カ国親善大会及び2014 AFC選手権予選参加U-18代表招集メンバーに選出された。2013年12月にロアッソ熊本入りが発表された。
2014年8月4日にレノファ山口への期限付き移籍が発表されたが、ベンチ入りのみで出場機会はなく、同シーズン限りでの期限付き移籍期間満了が発表された。
だが、ロアッソ熊本側からの復帰や契約更新等の公式発表は行われておらず、新体制の発表においても選手一覧に名前はなかった。ロアッソ熊本の2015シーズン始動後に、自身のFacebookでの2月15日の投稿にて既に帰国していることが確認できることから、2014年シーズンをもって同クラブを退団したことが確定。
その後、韓国Kリーグ3部に新規参入を果たした扶餘FCに完全移籍で加入した。

## 所属クラブ
- 2002年 - 2007年 東明初等学校
- 2008年 - 2010年 光照中学校
- 2011年 - 2013年 漢陽工業高等学校
- 2014年 ロアッソ熊本
  - 2014年8月1日 - 12月 レノファ山口
- 2016年  扶餘FC

## 個人成績
| 国内大会個人成績 | 国内大会個人成績 | 国内大会個人成績 | 国内大会個人成績 | 国内大会個人成績 | 国内大会個人成績 | 国内大会個人成績 | 国内大会個人成績 | 国内大会個人成績 | 国内大会個人成績 | 国内大会個人成績 | 国内大会個人成績 |
| 年度             | クラブ           | 背番号           | リーグ           | リーグ戦         | リーグ戦         | リーグ杯         | リーグ杯         | オープン杯       | オープン杯       | 期間通算         | 期間通算         |
| 年度             | クラブ           | 背番号           | リーグ           | 出場             | 得点             | 出場             | 得点             | 出場             | 得点             | 出場             | 得点             |
| 日本             | 日本             | 日本             | 日本             | リーグ戦         | リーグ戦         | リーグ杯         | リーグ杯         | 天皇杯           | 天皇杯           | 期間通算         | 期間通算         |
| ---------------- | ---------------- | ---------------- | ---------------- | ---------------- | ---------------- | ---------------- | ---------------- | ---------------- | ---------------- | ---------------- | ---------------- |
| 2014             | 熊本             | 24               | J2               | 0                | 0                | -                | -                | 0                | 0                | 0                | 0                |
| 2014             | 山口             | 33               | JFL              | 0                | 0                | -                | -                | -                | -                | 0                | 0                |
| 通算             | 日本             | 日本             | J2               | 0                | 0                | -                | -                | 0                | 0                | 0                | 0                |
| 通算             | 日本             | 日本             | JFL              | 0                | 0                | -                | -                | -                | -                | 0                | 0                |
| 総通算           | 総通算           | 総通算           | 総通算           | 0                | 0                | 0                | 0                | 0                | 0                | 0                | 0                |

## 代表歴
- 韓国 U-18（4カ国親善大会、AFC選手権2014予選）